# إد هان
إد هان (بالإنجليزية: Ed Hahn) هو لاعب كرة قاعدة أمريكي، ولد في 27 أغسطس 1875 في نيفادا في الولايات المتحدة، وتوفي في 29 نوفمبر 1941 في دي موين في الولايات المتحدة.

## وصلات خارجية
- إد هان على موقعبيزبول رفرنس.كوم (الدوري الرئيسي) (الإنجليزية)
- إد هان على موقعبيزبول رفرنس.كوم (الدوري الثانوي) (الإنجليزية)
- إد هان على موقع مشجعي الرسوم البيانية (الإنجليزية)